# Werner-Bergengruen-Preis
Der Werner-Bergengruen-Preis ist ein deutscher Literaturpreis, den die Uelzener Werner-Bergengruen-Gesellschaft 2009 stiftete. Mit der alle zwei Jahre verliehenen Auszeichnung will sie die Erinnerung an Werner Bergengruen wachhalten. Die Dotierung beträgt 5.000 Euro.

## Preisträger
- 2009: Svenja Leiber,[1][2] Laudator: Wend Kässens
- 2011: Peter Kurzeck,[3] Laudator: Andreas Maier
- 2013: Kurt Drawert, Laudator: Tilman Spreckelsen
- 2015: Felicitas Hoppe, Laudator: Ulrich Hoppe
- 2017: Zsuzsanna Gahse, Laudator: Nico Bleutge
- 2019: Ingo Schulze, Laudator: Mark Siemons
- 2021: Michael Maar
- 2023: Andreas Steinhöfel